# ایلیوشین ایل-۲۰ (۱۹۴۸)
ایلیوشین-۲۰ (۱۹۴۸) (به انگلیسی: Ilyushin Il-20 (1948)) یک هواپیمای ساختِ کارخانهٔ ایلیوشین است. این هواپیما در ۵ دسامبر ۱۹۴۸ میلادی نخستین پرواز خود را انجام داد.